# Thomas von Vegesack
Thomas Lars Heyse von Vegesack, född 18 augusti 1928 i Munkfors, död 9 maj 2012 i Högalids församling i Stockholm, var en svensk litteraturvetare och litterär förläggare. 
von Vegesack arbetade på Norstedts mellan 1968 och 1994 och var expert på tysk litteratur. Han var ordförande i Svenska PEN-klubben 1978–1987 och ordförande för Internationella PEN-klubben kommitté för fängslade författare 1987–1993.
Han skrev också flera böcker, bland annat om tryckfrihetens utveckling och en bok om Stockholm. År 2008 utkom han med boken Utan hem i tiden, en skildring av hans far Arved von Vegesack.
Thomas von Vegesack blev 2011 hedersdoktor vid Juridiska fakulteten, Uppsala universitet. Han är begravd på Skogskyrkogården i Stockholm.

## Priser och utmärkelser
- 2003 – Kellgrenpriset
- 2005 – Samfundet De Nios Särskilda pris
- 2007 – Bernspriset
- 2011 – Hedersdoktor vid Juridiska fakulteten vid Uppsala universitet [10]